# Brouniphylax varius
Brouniphylax varius is een keversoort uit de familie Ulodidae. De wetenschappelijke naam van de soort is voor het eerst geldig gepubliceerd in 1880 door Broun.